# Venus de Gavá

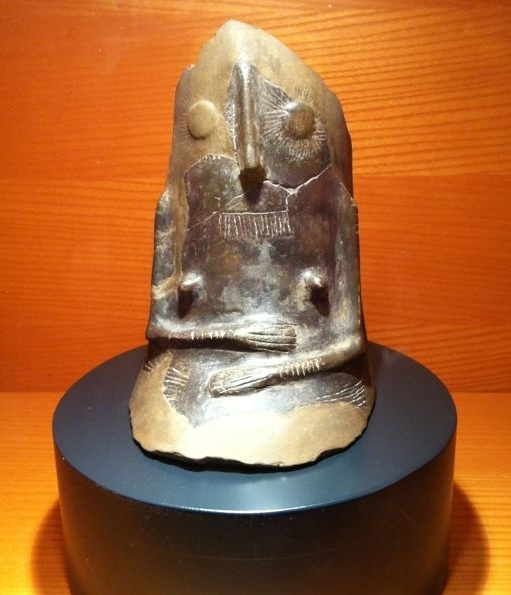
Venus de Gavá

La Venus de Gavá es una figura antropomorfa, incompleta y rota en diferentes fragmentos encontrada en las excavaciones arqueológicas efectuadas en el relleno del pozo número 16 de una de las minas de Gavá que durante el neolítico se abrieron para extraer variscita. La parte conservada de la figura tiene unas dimensiones de 16 cm de alto por 11 cm de ancho, la prueba del carbono 14 la datan entre el 4000 y el 3750 a. C. La pieza se descubrió a finales de abril de 1994, siendo la representación femenina en cerámica más antigua de Cataluña y una pieza clave del neolítico del Mediterráneo. La Venus se expone en el Museo de Gavá.
La figura es de cerámica de color negro y bruñida. Presenta motivos en relieve e incisos rellenos de una pasta de color blanco que reproducen los ojos en forma de soles, la nariz estilizado, los pechos, las extremidades superiores con los codos doblados y adornadas con series de brazaletes. Las manos, con los dedos estirados y juntos, se apoyan sobre un vientre prominente en el que vemos un embarazo. Entre los dos brazos se observa un enigmático motivo en forma de peine en la parte inferior y de U o cuernos de toro en la superior, que tiene la apariencia de un collar. Sobre el vientre y por debajo de la mano izquierda, una espiga o ramiforme invertido representa la vulva y, a los lados, varias líneas pueden corresponder al vestido. La estructura de esta pieza es simétrica respecto a un eje vertical que pasa por la nariz y las manos, y sigue un canon estilístico desproporcionado, con unos ojos y una nariz que no guardan relación con los brazos.